# Anna Gomis
Anna Gomis (n. 6 octombrie 1973, Tourcoing, Nord-Pas-de-Calais, Franța) este o luptătoare ce a reprezentat Franța, medaliată olimpică. A participat la o ediție a Jocurilor Olimpice (2004) în care a câștigat o medalie de bronz.

## Participări
Lista de mai jos prezintă principalele competiții la care a participat Anna Gomis de-a lungul carierei.
- wrestling at the 2004 Summer Olympics – women's freestyle 55 kg[*]